# 瑞典国立宇宙委员会
瑞典国立宇宙委员会 (SNSA)是瑞典的一个政府机构，隶属于瑞典教育和科学部。SNSA负责研究、开发方面的政府拨款分配，在太空与遥感领域发起研究、开发活动，并且是瑞典在相关领域国际合作的联系人。截至2018年，委员会共有21名成员，办公地点在斯德哥尔摩的索尔纳市。

## 太空项目
瑞典的太空计划主要通过国际合作进行，每年的预算约1亿欧元左右，其中70%用于支持欧空局的计划。
2013年2月，瑞典国家审计署发布了一项政府审计报告，认为“瑞典的太空投资分散于多个组织当中，这些组织之间彼此缺乏沟通、也没有共同的抱负”。审计报告要求对欧洲航天局进行政府监督,并对瑞典太空组织的结构和任务进行审查。